# Lydia (Sängerin)
Lydia (eigentlich: Lydia Rodríguez Fernández, * 15. Januar 1980 in Madrid) ist eine spanische Popsängerin.

## Leben und Wirken
Im Alter von 16 Jahren erschien ihr Debütalbum Lydia, welches direkt ein großer Erfolg in Spanien war. Sie wurde ausgewählt, für ihr Land beim Eurovision Song Contest 1999 in Jerusalem anzutreten. Sie landete mit der Popsingle No quiero escuchar auf dem letzten Platz. Ihr letztes Soloalbum erschien 2002. Im Jahr 2007 war sie für einige Monate als Musicaldarstellerin bei der spanischen Produktion von Jesus Christ Superstar aktiv. 2008 wurde sie die neue Sängerin der bekannten spanischen Soulband Presuntos Implicados. 

## Diskografie
Alben
- 1996: Lydia
- 1998: Cien veces al día
- 2002: Si no me pides la vida
- 2008: Será (mit Presuntos Implicados)
- 2011: Banda Sonora (mit Presuntos Implicados)